# Eutremeae
Eutremeae es una tribu de plantas de la familia Brassicaceae. El género tipo es Eutrema R. Br.

## Géneros
- Eutrema R. Br.
- Martinella H. Lév. = Eutrema R. Br.
- Pegaeophyton Hayek & Hand.-Mazz.